# Lot 14 (Île-du-Prince-Édouard)
Lot 14 est un canton dans le comté de Prince, Île-du-Prince-Édouard, Canada. Il fait partie de la Paroisse Richmond.

## Population
- 780 (recensement de 2001)[1]
- 760 (recensement de 2006)[1]
- 763 (recensement de 2011)[2]

## Communautés
Incorporé :
- Richmond

Non-incorporé :
- Arlington
- Bayside
- Birch Hill
- Portage
- Urbainville